# ماريك وجسيك
ماريك وجسيك (بالبولندية: Marek Krzysztof Wójcik)‏ هو سياسي بولندي، ولد في 24 مارس 1980 في كاتوفيتسه في بولندا. حزبياً، نشط في حزب المنصة المدنية. وقد انتخب عضو سيم ‏.